# 331 a.C.

## Eventos
- Caio Valério Potito Flaco e Marco Cláudio Marcelo, cônsules romanos.
- Cneu Quíncio Capitolino é nomeado ditador e escolhe Lúcio Valério Potito como seu mestre da cavalaria.
- Alexandre, o Grande, funda no noroeste do delta do Nilo, no Egipto, a cidade de Alexandria.
- 20 de Setembro - Alexandre, o Grande, inicia a travessia do Rio Tigre para conquistar o Império Persa.
- Fim do reinado de Ágis III rei de Esparta de 338 a.C. a 331 a.C.
- Inicio do reinado de Eudâmidas I rei de Esparta, reinou de 331 a.C. até 305 a.C..

## Mortes
- Ágis III rei de Esparta.